# Chirurgie de réattribution sexuelle
Pour les articles homonymes, voir CRS.
La chirurgie de réattribution sexuelle ou de réassignation sexuelle (CRS) est un ensemble d'opérations chirurgicales permettant de modifier les caractéristiques sexuelles initiales afin d'obtenir l’apparence du sexe opposé.
D’autres expressions sont parfois utilisées comme « chirurgie d'affirmation sexuelle », voire « changement de sexe ».

## Motivations et indications
Les justifications de cet acte peuvent être différentes selon les patients, d’autant plus que les résultats opératoires n'offrent pas les mêmes résultats ; la phalloplastie n’a pas l'équivalent esthétique et fonctionnel de la vaginoplastie.
La chirurgie de féminisation faciale peut constituer une étape majeure pour les femmes transgenres qui en ressentent le besoin.
Chez l'adulte, elle ne se fait que sur demande du patient ; un examen psychologique soigneux est réalisé afin de s'assurer de la solidité de la demande.
Pour les personnes transidentitaires, l'expérience de vie réelle n'est plus obligatoire pour qu'un traitement hormonal soit prescrit pour conforter la demande.
Les enfants nés avec une variation du développement sexuel qui ne correspond pas à une norme esthétique et sociale subjective subissent souvent des opérations multiples (génitoplastie féminisante ou masculinisante, ablation des gonades...) dès leur plus jeune âge et jusqu'à l'adolescence, ce qui entraine de graves répercussions psychologiques et physiques. L'ONU a condamné l'absence d'informations données aux parents par le corps médical, et l'insistance à présenter une opération aux conséquences souvent lourdes comme seule possibilité.

## Éligibilité des personnes trans
Dans la pratique médicale actuelle, un diagnostic est nécessaire pour bénéficier du processus de réattribution sexuelle. Dans la classification internationale des maladies, le diagnostic est connu sous « transsexualisme ». Le Manuel diagnostique et statistique des troubles mentaux le nomme dysphorie de genre dans la cinquième version. Bien que le diagnostic soit exigé pour déterminer la nécessité médicale d'une telle intervention, certaines personnes diagnostiquées n'ont pas le souhait de réaliser la totalité, ou certaines parties, du processus de réassignation sexuelle, notamment la chirurgie génitale ; elles peuvent également ne pas être des candidates appropriées pour une telle intervention.

### Transidentité
Les lignes directrices principales pour établir le diagnostic, ainsi que l'intervention, de la dysphorie de genre, sont décrites dans les Standards de soin pour la santé des personnes transsexuelles, transgenres et de genre non conforme de l'Association professionnelle mondiale pour la santé des personnes transgenres. En février 2014, la version la plus récente était la version 7. Selon les standards de soin : « la dysphorie de genre se réfère à l'inconfort et à la détresse causés par l'incohérence entre l'identité de genre d'une personne et son sexe assigné à la naissance (et le rôle de genre associé et/ou les caractères sexuels primaires et secondaires). Seulement certaines personnes de genre non conforme font l'expérience d'une dysphorie de genre au cours de leur vie. » La non conformité de genre n'est pas la même chose que la dysphorie de genre ; la non conformité, selon les standards de soin, n'est pas une pathologie et ne nécessite pas un traitement médical.
Des standards de soin locaux existent dans de nombreux pays.
Dans le cas de comorbidités psychopathologiques, les standards de soin gèrent d'abord la psychopathologie, puis ils évaluent la dysphorie de genre du patient.
Cependant, certaines personnes transgenres souffrent de comorbidités psychiatriques sans lien avec la dysphorie de genre. Le DSM-IV établit lui-même que dans de rares cas, la dysphorie de genre peut coexister avec la schizophrénie, et que les troubles psychiatriques ne sont généralement pas considérés comme des contre-indications au processus de réattribution sexuelle, sauf si elles sont responsables de la dysphorie de genre.

### Admissibilité aux différentes étapes du traitement
Bien qu'une évaluation de la santé mentale soit exigée par les standards de soins, la psychothérapie n'est pas une exigence absolue, mais elle est fortement recommandée.
Le traitement hormonal substitutif doit être initié par un professionnel de la santé. Les exigences générales, selon les normes WPATH, incluent :
1. Dysphorie de genre persistante et bien documentée ;
2. Capacité d'être complètement informé de la décision, et consentant au traitement ;
3. Âge de la majorité dans un pays donné (cependant, les standards de soins de la WPATH ont fourni une section séparée pour les enfants et les adolescents);
4. Si des préoccupations médicales, ou de santé mentale, significatives, sont présentes, elles doivent être raisonnablement bien contrôlées.

Souvent, au moins une certaine période de soutien psychologique est nécessaire avant d'initier le traitement hormonal, pendant la période de vie selon le rôle de genre désiré, si possible, pour s'assurer que les personnes peuvent fonctionner psychologiquement ainsi. D'autre part, certaines cliniques offrent une thérapie hormonale basée seulement sur le consentement éclairé.
S'il était nécessaire avant 2011 de passer par une expérience de vie réelle , consistant à vivre dans le genre d'arrivée pendant un an, avant d'accéder aux traitements, ce n'est désormais plus nécessaire. Une lettre d'un professionnel de santé qualifié est cependant demandée. L'expérience de vie réelle est toujours obligatoire pour certains types de chirurgies génitales, mais l'expérience de vie réelle peut désormais être décomptée après un traitement d'hormonosubstitution. Les hommes trans peuvent avoir accès à une mastectomie durant cette période. Les femmes trans peuvent également bénéficier d'épilation faciale, d'entraînement ou de chirurgie vocale, et parfois, de chirurgie de féminisation faciale.
La nécessité de la chirurgie de reconstruction mammaire est différente pour les hommes trans et les femmes trans. Les standards de soin exigent que les hommes trans se soumettent à une évaluation psychologique avant la chirurgie, tandis que les femmes trans sont tenues de se soumettre à 18 mois de traitement hormonal. L'exigence pour les hommes trans est due à la difficulté de se présenter en tant qu'homme avec une poitrine, en particulier ceux ayant un bonnet C ou plus. Pour les seins imposants, il peut être impossible pour un homme trans de se présenter en tant qu'homme avant la chirurgie. Pour les femmes trans, le temps supplémentaire est nécessaire pour permettre le développement complet des seins par la thérapie hormonale. Bénéficier d'une augmentation mammaire avant ce point peut entraîner des seins irréguliers par le développement hormonal, ou l'élimination de l'implant si le développement hormonal du sein est important, et peut entraîner des seins plus gros que ceux désirés.

### Éligibilité des mineurs
Bien que les standards de soin de la WPATH exigent généralement du patient qu'il ait l'âge de la majorité, ils incluent une section dévouée aux enfants et adolescents.

#### À la puberté
Un traitement par les bloqueurs de pubertés peut être prescrit. Ce traitement est controversé car certaines personnes pensent, sans preuves scientifiques, que l'utilisation des bloqueurs de la puberté implique un faible risque d'effets physiques indésirables.
Une étude de 2014 a réalisé une évaluation à long terme de l'efficacité de cette approche, en étudiant les jeunes adultes trans qui avaient reçu la suppression de pubertaire pendant l'adolescence. Il a été trouvé qu'« après la réaffectation sexuelle, à l'âge de jeune adulte, la dysphorie de genre a été atténuée et le fonctionnement psychologique s'était amélioré de façon constante. Le bien-être était similaire, ou meilleur, que les jeunes adultes de même âge, de la population générale. Les améliorations du fonctionnement psychologique ont été positivement corrélées avec le bien-être subjectif post-chirurgical ». Aucun patient n'a exprimé de regret à propos du processus de transition, notamment la suppression pubertaire.
« Étant donné que la suppression de la puberté est une intervention médicale entièrement réversible, elle offre aux adolescents et à leurs familles le temps d'explorer leurs sentiments dysphoriques et de prendre une décision plus précise concernant les premières étapes du traitement réel de la réaffectation sexuelle à un âge plus avancé », a déclaré l'auteur principal de l'étude, le Dr Annelou de Vries. En retardant le début de la puberté, les enfants qui passent à la réaffectation sexuelle « bénéficient, à vie, d'un corps qui correspond à leur identité de genre sans les changements irréversibles corporels d'une voix basse ou l'augmentation de la barbe ou des seins, par exemple ».
De Vries a néanmoins averti que les résultats de la recherche doivent être confirmés par de nouvelles recherches, et elle a ajouté que son étude ne se proposait pas d'évaluer les effets secondaires de la suppression de la puberté.

## Pratique chez l'enfant avec une variation du développement sexuel
Les enfants intersexes nés avec des organes génitaux qui ne correspondent pas à une norme médicale subjective sont le plus souvent opérés pour que leur corps soit conforme à des stéréotypes sexuels binaires. Ces opérations sont dans la grande majorité des cas non vitales, et ont des conséquences négatives sur le bien-être physique des personnes opérées, telles que des douleurs, un risque accru de sténose et d'ostéoporose, des infections, du tissu cicatriciel ainsi que des difficultés psychiques. Cette chirurgie qualifiée de « chirurgie de normalisation » est qualifiée d'acte de torture et dénoncée par le Conseil de l'Europe et la Commission interaméricaine des droits de l'homme.
Le Comité des droits de l'enfant et le comité contre la torture de l'ONU ont réprimandé la France pour son traitement inhumain des personnes présentant une variation du développement sexuel, et l'absence d'informations offertes aux parents, à qui les opérations sont présentées comme une nécessité, en dépit du droit et de la réalité médicale. Le commissaire aux droits de l'homme du conseil de l'Europe a également condamné ces actes. Des associations comme l'Organisation internationale des intersexes tentent d'aider les parents à avoir accès à du soutien et des informations claires et dépourvues de jugement pathologisant sur l'intersexuation, ce qui est un besoin crucial des familles,,.
Christiane Völling est la première personne intersexe qui ait remporté un procès à propos d'une intervention chirurgicale décrite comme une réassignation sexuelle non consentie,.

## Intervention chez les patients transgenres
Une opération chirurgicale réussie est une opération donnant une apparence anatomique et une fonctionnalité similaires au sexe opposé.
En France, la majorité des chirurgies de réattribution sexuelle sont réalisées à l'institut hospitalo-universitaire de Lyon par le Dr Nicolas Morel-Journel, qualifié de « véritable orfèvre » et membre du FPATH, ; la ville est considérée comme un « centre de référence et d'excellence » en la matière.
L’opération n’est pas sans danger, les diabètes, l’obésité, certains problèmes de circulation sanguine peuvent augmenter les risques de complications lors de l’anesthésie et les complications post-opératoires. Un traitement hormonal doit également être poursuivi après l’opération.

### Homme vers femme
La chirurgie est basée sur la construction d'un vagin, d'un clitoris et des lèvres. Elle peut être complétée par la mise en place d'implants mammaires et d'une correction de la pomme d'Adam.
L'opération chirurgicale consiste également à retirer les testicules, de la verge. La peau de cette dernière sert à tapisser les parois du vagin (il est parfois nécessaire d'avoir recours à une greffe). Le clitoris est reconstruit à partir des tissus du gland.
Un tel vagin ne dispose pas de mécanisme automatique de nettoyage ou de lubrification. Il peut être nécessaire de prolonger les soins après l'opération (par exemple avec l'utilisation d'un conformateur dont le but est de stabiliser ou dilater la cavité).

### Femme vers homme
L'ablation de l'utérus et des ovaires était obligatoire en France pour bénéficier d'un changement d'état-civil, jusqu'au 18 novembre 2016. Cette ablation pourrait éviter un risque de cancer sous hormonothérapie à long terme.
Deux interventions sont possibles : la métoïdioplastie, modification du clitoris hypertrophié sous l'influence de la testostérone et la phalloplastie, construction d'un pénis en utilisant un lambeau cutané, le plus souvent prélevé au niveau d'un bras. Dans ce dernier cas, une prothèse est incluse permettant d'avoir une certaine rigidité. Les grandes lèvres sont utilisées pour la constitution d'une poche scrotale avec la mise en place de deux prothèses testiculaires.

## Résultats
Certaines approches considèrent que ces interventions chirurgicales améliorent sensiblement la qualité de vie des personnes transgenres si elles sont bien faites et non obligatoires,. Une étude réalisée sur 2 679 personnes transgenres suédoises émet l'hypothèse qu'une transition médicale a effectivement un effet positif sur la qualité de vie et la santé mentale des personnes transgenres.
L'examen de plus de 100 études médicales internationales de personnes transgenre opérés par l'université de Birmingham (Arif) a conclu qu'il n'était pas possible de se prononcer sur l'efficacité des chirurgies sur la santé mentale des personnes transgenres, une partie d'entre elles restant dépressives et même suicidaires après l'opération. Arif a également pointé le fait que nombre des études incluses dans cette revue de littérature ne correspondaient pas aux critères de scientificité, ce qui crée potentiellement un biais. De plus, la nature du sujet étudié rend impossible la création de groupes en double aveugle, qui ne serait pas éthique,. La théorie du stress minoritaire, qui décrit la façon dont les personnes issues d'une minorité vivent dans un état latent de stress constant dû aux discriminations vécues et à la peur du rejet, ce qui peut entraîner des difficultés psychologiques graves, pourrait expliquer le haut taux de dépression et de suicide chez les personnes transgenres, avant et après leur transition. Le soutien social lors de la transition semble être un élément protecteur contre les effets du stress minoritaire,,.

## Précédents historiques
La plus ancienne opération de changement de sexe d’homme vers femme a été réalisée sur Dora Richter, dite Dörchen Richter, une femme transgenre allemande, en 1922. Son opération a été un succès. Elle a travaillé comme servante à l'institut de sexologie de Berlin jusqu'à une attaque orchestrée contre l'institut, en mai 1933, après quoi sa trace se perd.